# Ян Коб'ян
Ян Коб'ян (чеськ. Jan Kobián, 28 жовтня 1970, Прага) — чеський бобслеїст, розганяючий, виступав за Збірні Чехословаччини і Чехії з 1992 до 2011 року. П'ять разів брав участь у зимових Олімпійських іграх у 1994, 1998, 2002, 2006 та 2010 роках.